# Rickard Sandler
Rickard Sandler (ur. 29 stycznia 1884 w Torsåkerze, zm. 12 lutego 1964 w Sztokholmie) – szwedzki polityk socjaldemokratyczny, premier (1925-1926).
W 1912 został deputowanym do Riksdagu. Był jednym z teoretyków szwedzkiej socjaldemokracji. W latach 1920–1925 zajmował różne stanowiska ministerialne, 1925-1926 pełnił urząd premiera, a 1932-1939 (z przerwą w 1936) ministra spraw zagranicznych. Opowiadał się za neutralnością Szwecji i współdziałaniem krajów skandynawskich na arenie międzynarodowej. Zrezygnował z pełnionej funkcji, kiedy rząd przegłosował nieudzielenie pomocy zaatakowanej przez ZSRR Finlandii. Od 1941 do 1950 był gubernatorem. W 1954 stanął na czele komisji, której zadaniem był przygotowanie konstytucji.